# Jagdstaffel 29
A Jagdstaffel 29, conhecida também por Jasta 29, foi um esquadra de aeronaves da Luftstreitkräfte, o braço aéreo das forças armadas alemãs durante a Primeira Guerra Mundial. A primeira vitória foi alcançada por Wilhelm Allmenröder ao abater um balão, a 16 de Março de 1917. A primeira baixa ocorreu a 11 de Abril de 1917. O maior ás da esquadra foi Harald Auffarth.

## Aeronaves
- Albatros D.III
- Fokker D.VII
- Pfalz D.III